# Maska smutku

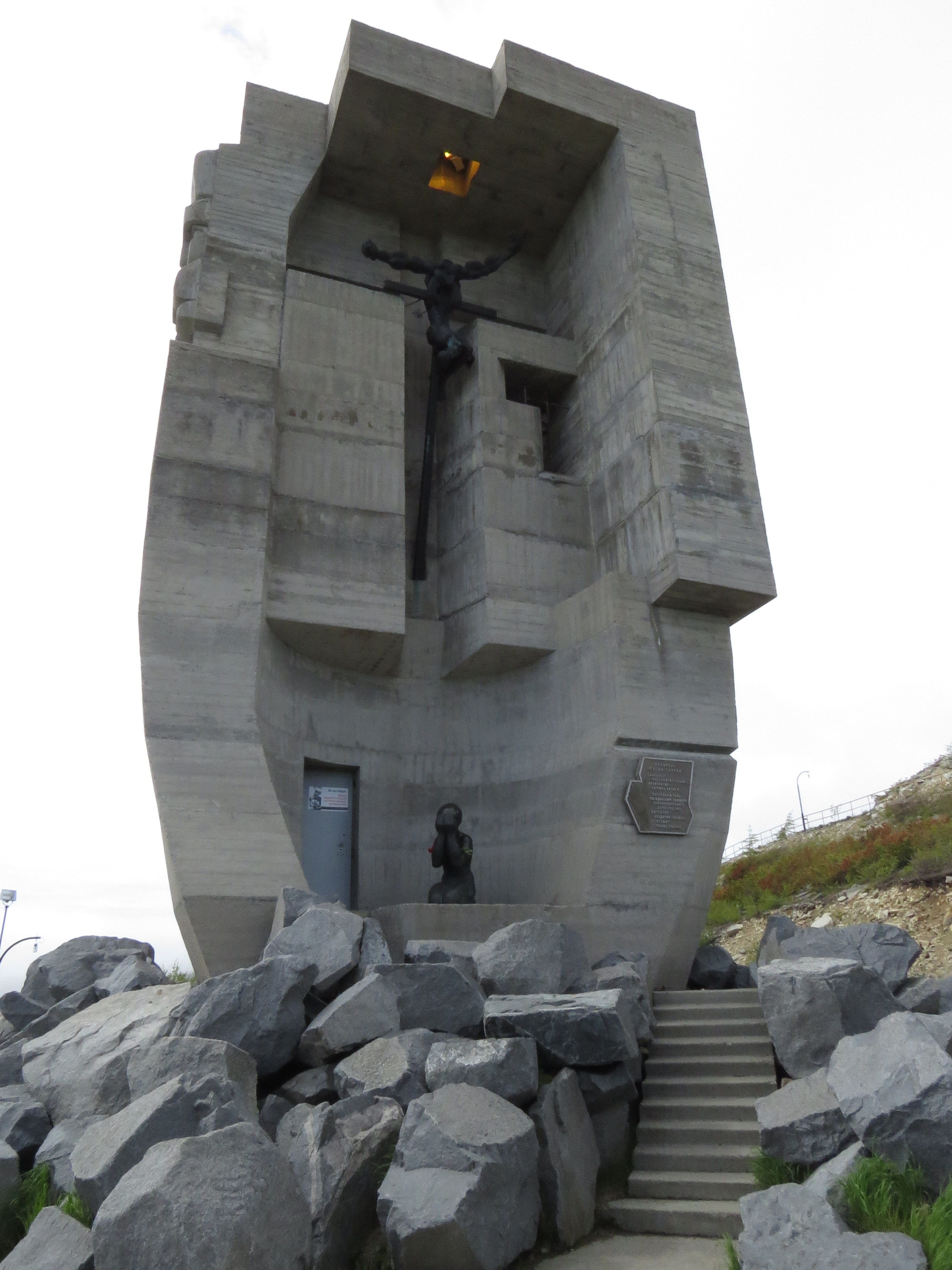

Maska smutku (rusky Маска скорби, Maska skorbi) je památník nacházející se na kopci nad Magadanem na ruském Dálném východě. Připomíná množství vězňů, kteří trpěli a umírali v pracovních táborech v Kolymském regionu od třicátých do padesátých let 20. století. Má podobu velké kamenné tváře, které kanou slzy z levého oka v podobě menších masek. Pravé oko je vyobrazeno jako zamřížované okno. Zadní strana zobrazuje plačící mladou ženu a bezhlavého muže na kříži. Uvnitř je replika typické stalinské vězeňské cely. Pod památníkem jsou pamětní kameny se jmény mnoha gulagů v Kolymském regionu, jiné symbolizují různá náboženství vězňů, kteří v táborech trpěli.
Socha byla slavnostně odhalena 12. června 1996 s pomocí ruské vlády a za finančního příspění sedmi ruských měst včetně Magadanu. Design vytvořil sochař Ernst Něizvěstnyj, jehož rodiče padli za oběť Velké čistce v 30. letech. Pomník o objemu 56 m³ a výšce 15 metrů pak zkonstruoval Kamil Kazajev.